# Pterostylis cycnocephala
Pterostylis cycnocephala là một loài thực vật có hoa trong họ Lan. Loài này được Fitzg. miêu tả khoa học đầu tiên năm 1876.